# Chemistry of Materials
Chemistry of Materials (nach ISO 4 abgekürzt Chem. Mater.) ist eine naturwissenschaftliche Fachzeitschrift, die von der American Chemical Society veröffentlicht wird. Die Zeitschrift erschien erstmals im Jahr 1989. Derzeit erscheint sie zweiwöchentlich und veröffentlicht Artikel aus den Bereichen Chemie, chemische Ingenieurwissenschaften und Materialwissenschaften.
Der Impact Factor lag im Jahr 2019 bei 9,567. Nach der Statistik des ISI Web of Knowledge wurde das Journal 2014 in der Kategorie physikalische Chemie an 15. Stelle von 139 Zeitschriften und in der Kategorie multidisziplinäre Materialwissenschaften an 17. Stelle von 259 Zeitschriften geführt.
Chefredakteurin ist Sara E. Skrabalak (Indiana University, Vereinigte Staaten).